# Municipio de Madison (condado de Licking)
El municipio de Madison (en inglés: Madison Township) es un municipio ubicado en el condado de Licking en el estado estadounidense de Ohio. En el año 2010 tenía una población de 3211 habitantes y una densidad poblacional de 55,8 personas por km².

## Geografía
El municipio de Madison se encuentra ubicado en las coordenadas 40°3′56″N 82°20′2″O / 40.06556, -82.33389. Según la Oficina del Censo de los Estados Unidos, el municipio tiene una superficie total de 57.54 km², de la cual 56.91 km² corresponden a tierra firme y (1.11%) 0.64 km² es agua.

## Demografía
Según el censo de 2010, había 3211 personas residiendo en el municipio de Madison. La densidad de población era de 55,8 hab./km². De los 3211 habitantes, el municipio de Madison estaba compuesto por el 96.29% blancos, el 0.9% eran afroamericanos, el 0.16% eran amerindios, el 0.37% eran asiáticos, el 0.03% eran isleños del Pacífico, el 0.28% eran de otras razas y el 1.96% pertenecían a dos o más razas. Del total de la población el 1.18% eran hispanos o latinos de cualquier raza.